# Dinosauria (musée)
Pour les articles homonymes, voir Dinosauria (homonymie).
Dinosauria est un musée paléontologique spécialisé dans le domaine des dinosaures, situé à Espéraza, dans l'Aude (région Occitanie, France).

## Le musée
Il ouvrit ses portes en 1992 et se trouve, comme il l'était déjà à son ouverture, sous la direction de l'association homonyme Dinosauria, à but non lucratif. Le musée livre en exposition au public jusqu'à 35 espèces différentes de dinosaures, soit sous forme de squelettes soit sous forme de modèles reconstitués grandeur nature, ainsi que la projection de films. Il dispose de squelettes, atelier de paléontologie et bien d'autres éléments. Il présente une exposition permanente consacrée à Tyrannosaurus Rex.
En 2007, il a reçu un squelette complet d'Ampelosaurus atacis, trouvé lors de fouilles récentes (2001) au site de Bellevue (Bèlavista en occitan), dans la commune de Campagne-sur-Aude (Campanha d'Aude en occitan). Ce squelette est le plus complet des dinosaures de cette taille (douze mètres de long) découverts en France jusqu'à la date et a été baptisé Eva en honneur d'Eva Morvan, l'étudiante en géologie de la faculté de Rennes qui en fit la découverte. Les reconstitutions grandeur nature ont été réalisées par l'artiste Claude Moréno (1959-2010).

## Quelques spécimens du musée
- Ampelosaurus atacis (squelette complet de 12 mètres de long)
- Camarasaurus (crâne)
- Dunkleosteus terrelli (crâne d'un poisson géant, le crâne mesure à lui tout seul 1,1 mètre)
- Mamenchisaurus (squelette complet de 22 mètres de long)
- Mixopterus (euryptéride fossile, sorte de scorpion marin géant)
- Oviraptor philoceratops (crâne)
- Psittacosaurus (squelette complet)
- Psittacosaurus (modèle grandeur nature)
- Quetzalcoatlus (squelette complet de 12 mètres d'envergure, mais ce n'est pas un dinosaure, c'est un ptérosaure)
- Stenopterygius, (squelette complet, mais ce n'est pas un dinosaure, c'est un ichthyosaure)
- Struthiosaurus (squelette complet)
- Tarascosaurus salluvicus (modèle grandeur nature)
- Triceratops (crâne)
- Tsintaosaurus spinorhinus (squelette complet)
- Tuojiangosaurus multispinus (squelette complet)
- Tyrannosaurus rex (squelette complet de 11 mètres de long)
- Variraptor mechinorum (modèle grandeur nature, recouvert de plumes)

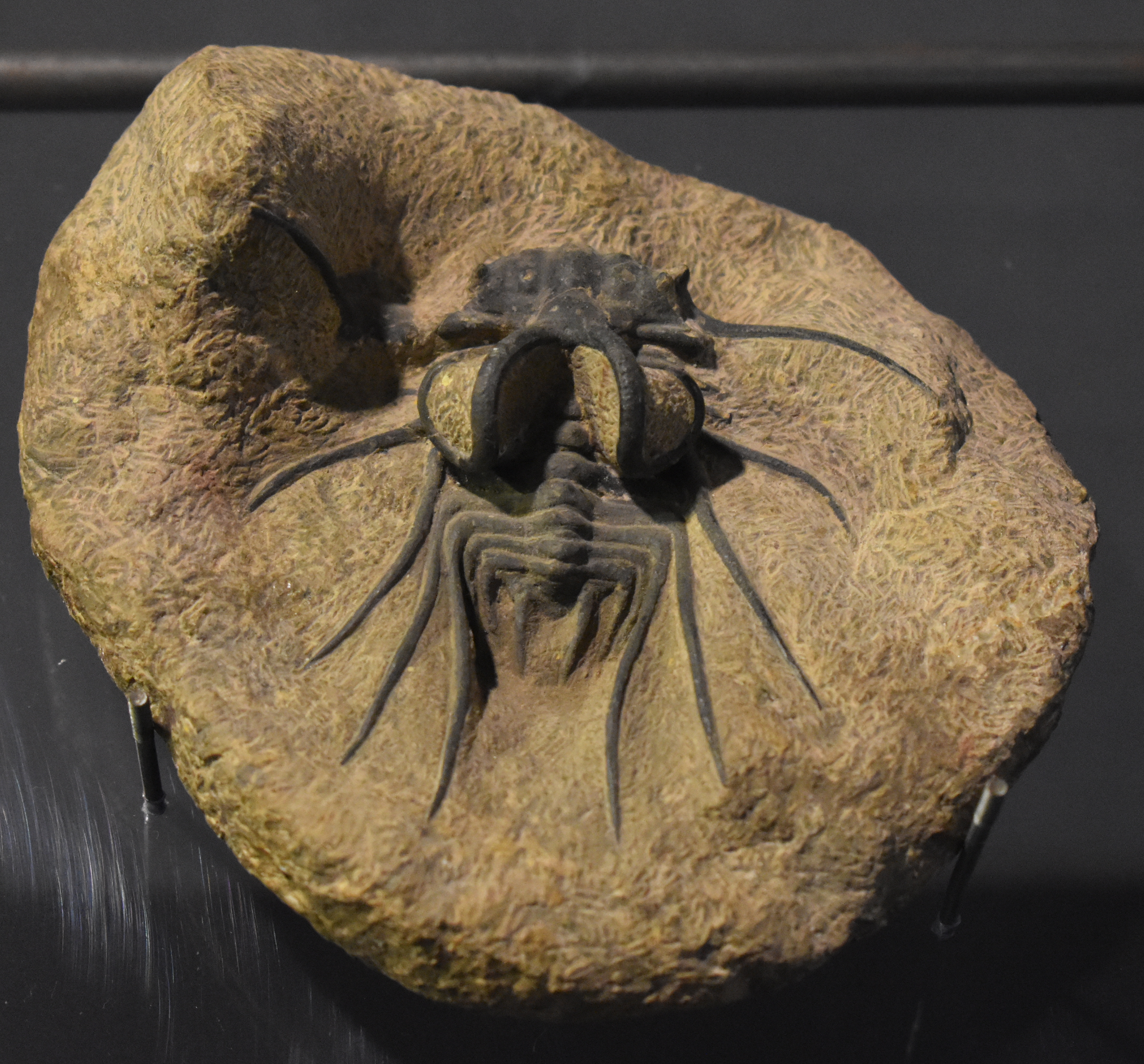
Trilobite.
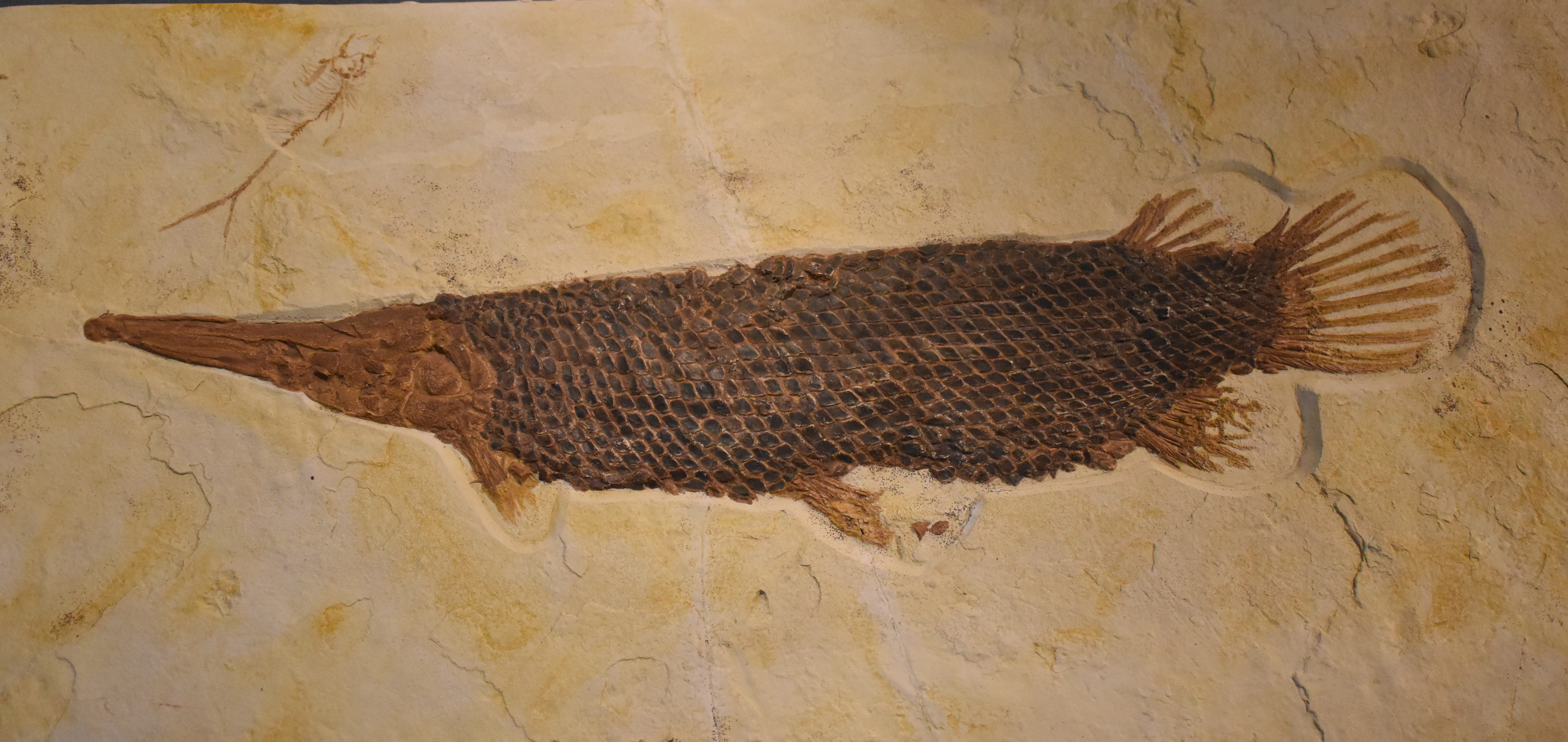
Lepisosteus simplex.
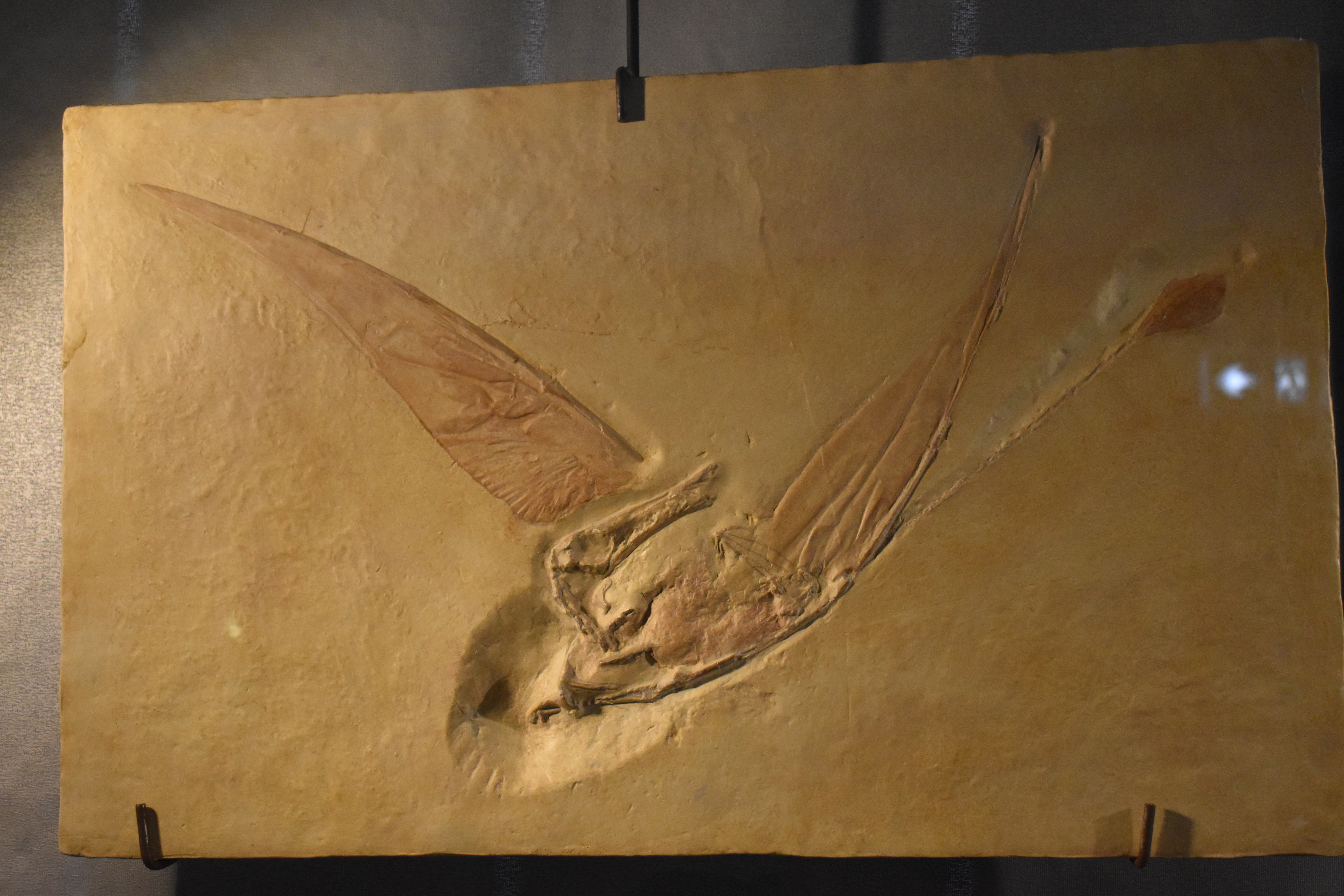
Rhamphorhynchus muensteri.
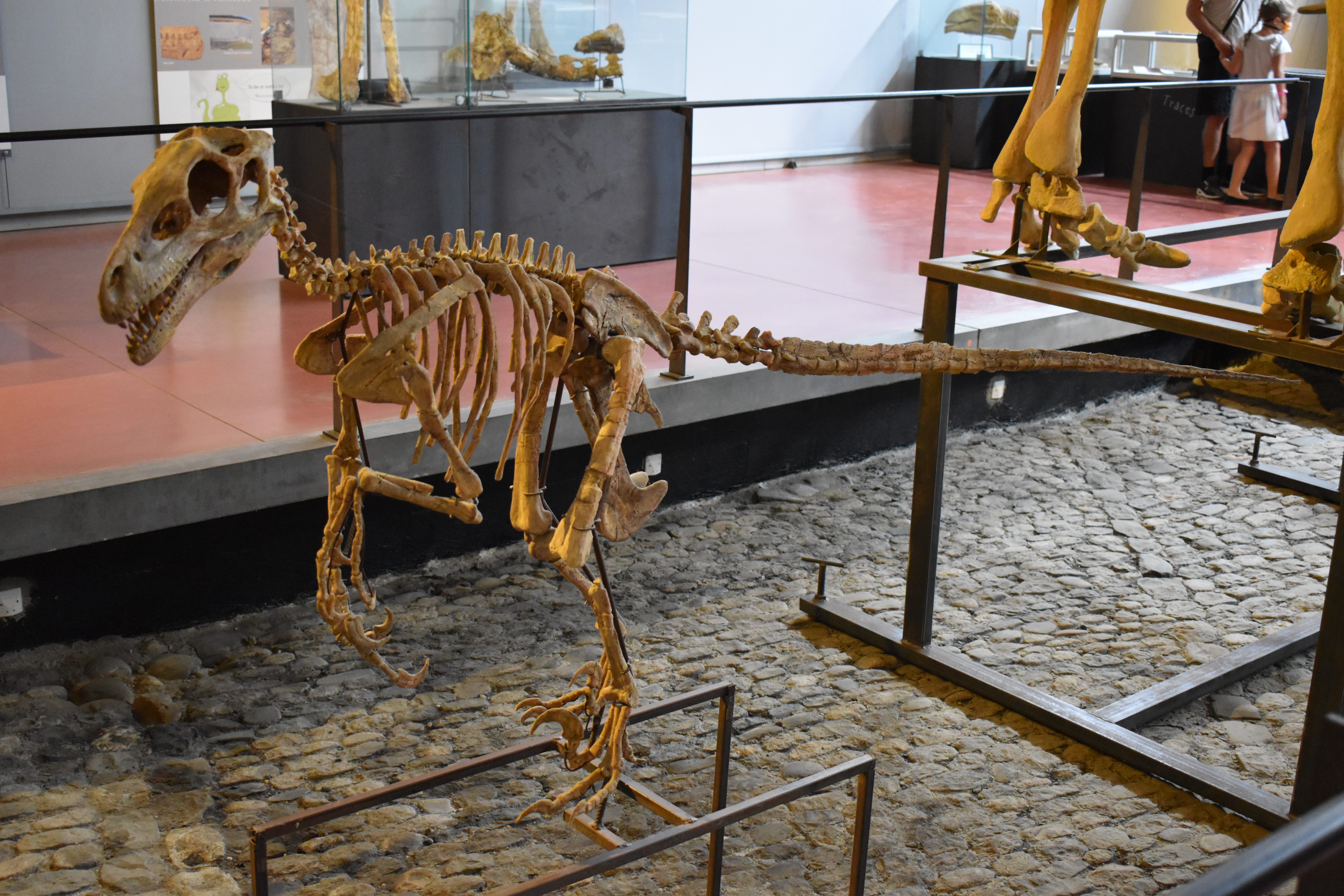
Variraptor mechinorum.
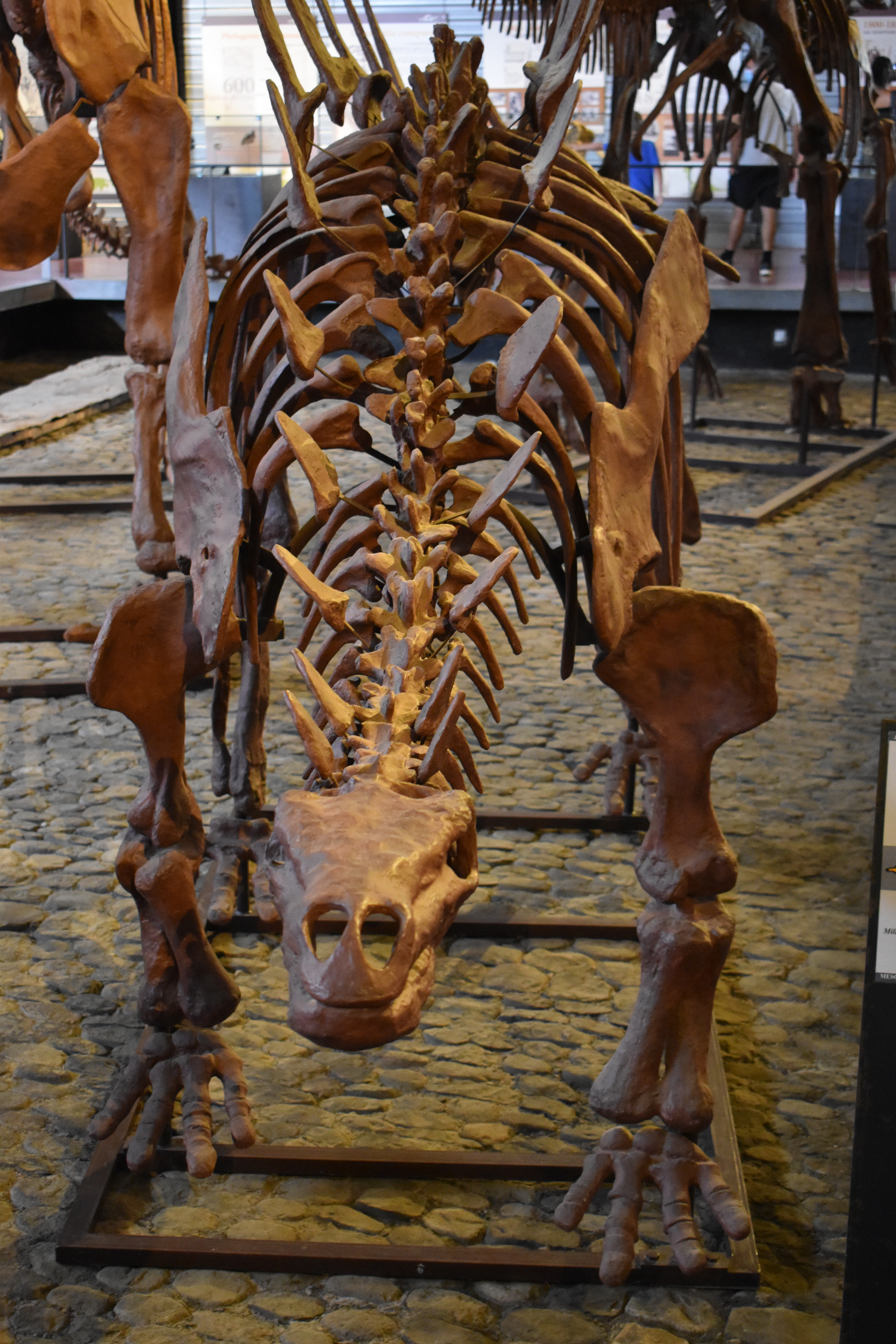
Tuojiangosaurus multispinus.
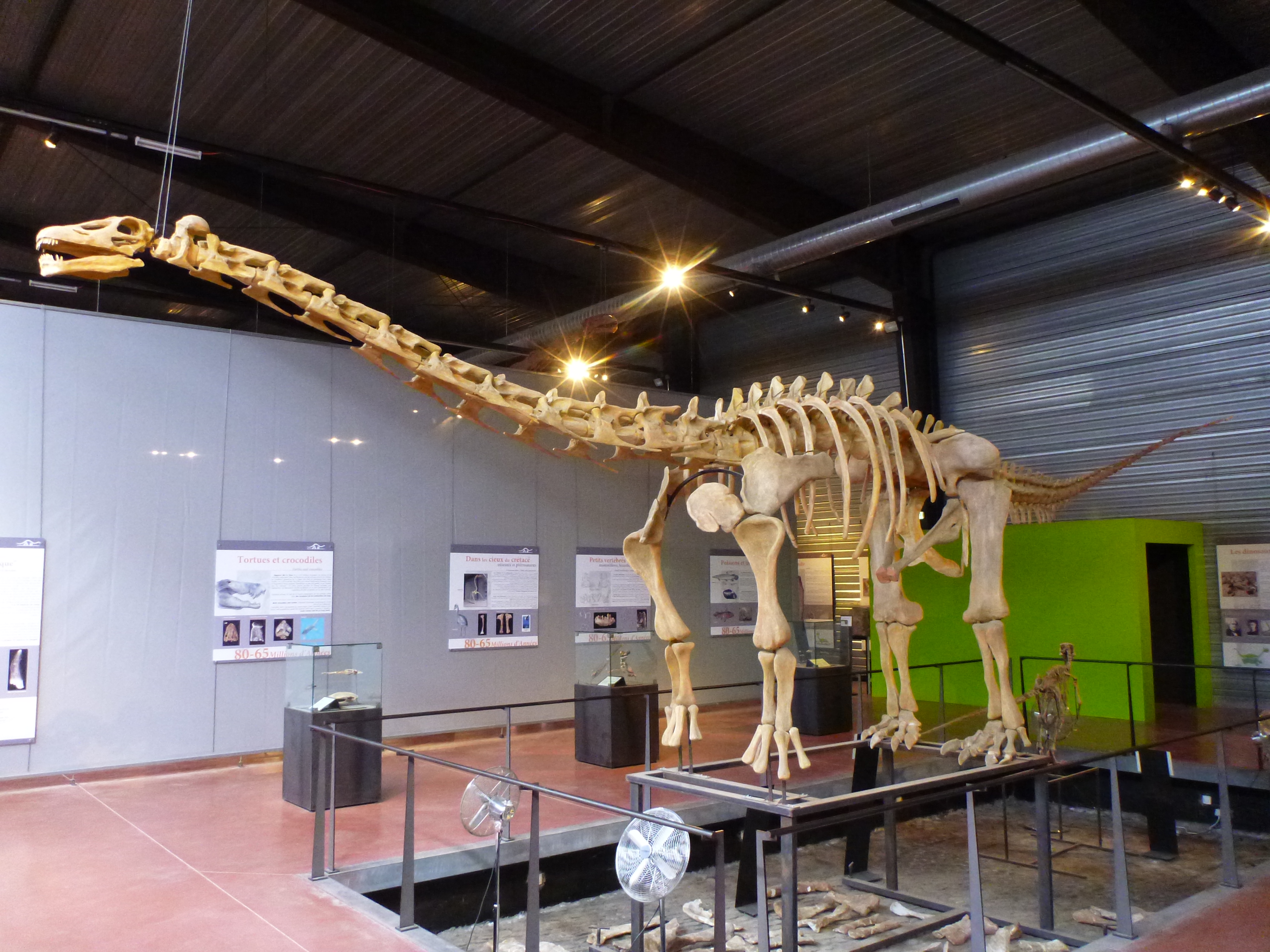
Ampelosaurus atacis.
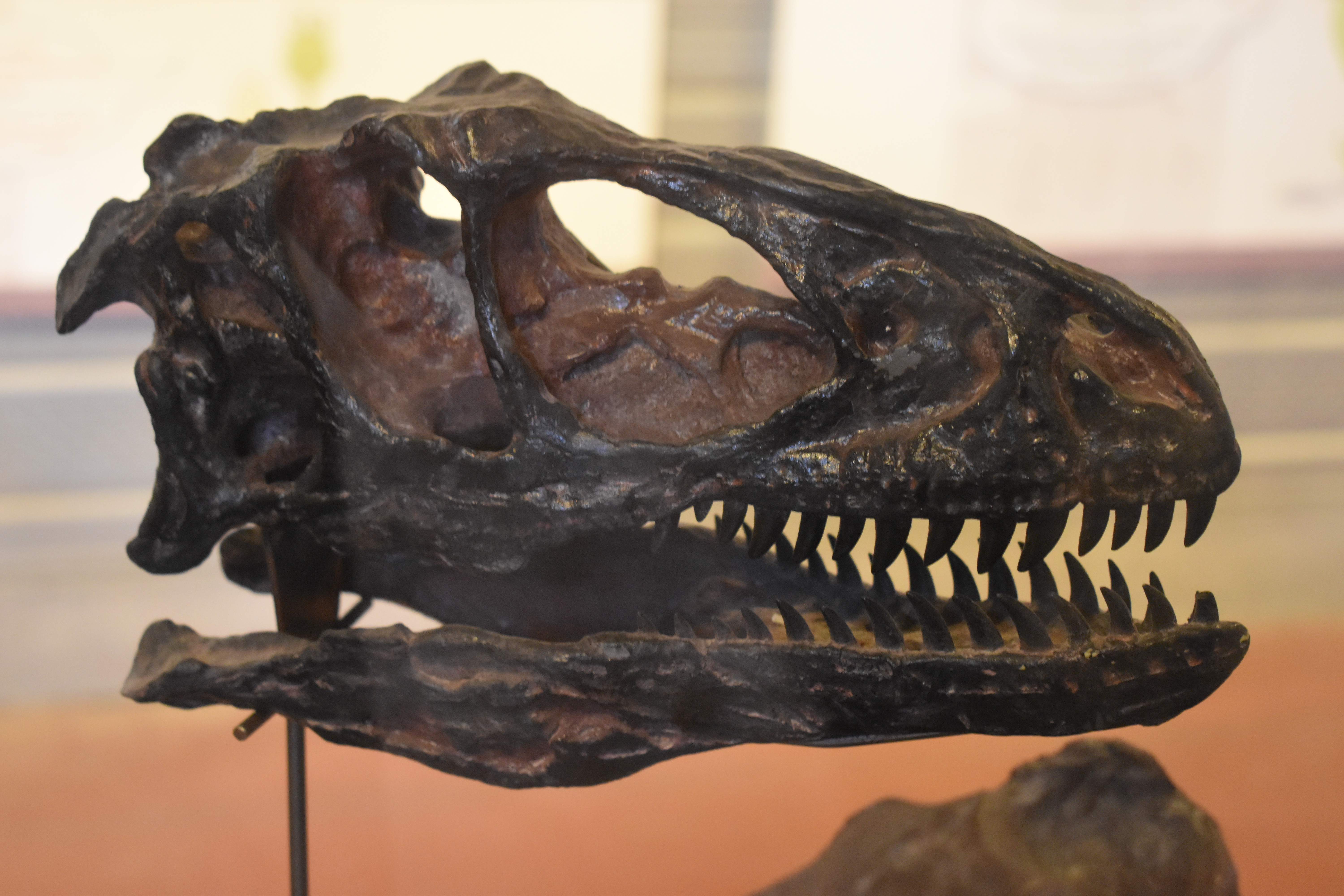
Deinonychus.
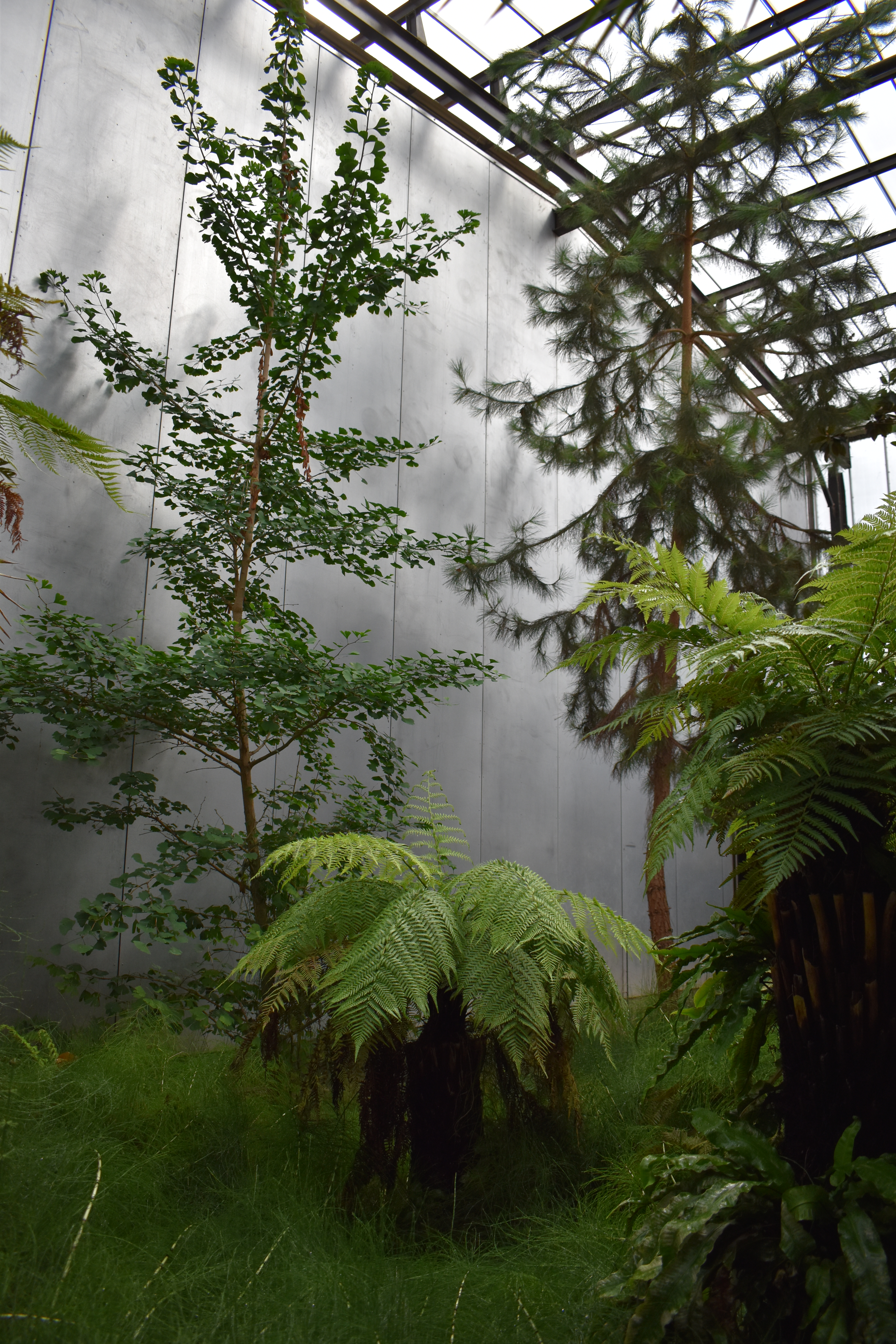
La serre.